# Boto Märtin

Boto Märtin

Boto Märtin (* 22. März 1928 in Pößneck, Thüringen; † 14. April 2023 in Jena) war ein deutscher Pflanzenbauwissenschaftler. Er lehrte ab 1960 an der Friedrich-Schiller-Universität Jena und von 1970 bis 1993 an der Martin-Luther-Universität Halle-Wittenberg. Sein Forschungsschwerpunkt war der Ackerfutterbau.

## Leben
Märtin entstammte einer alteingesessenen Thüringer Bauernfamilie. Seine Schulausbildung musste er wegen Kriegsdienst als Luftwaffenhelfer unterbrechen. Nach dem Abitur und landwirtschaftlicher Lehre begann er 1947 das Studium der Landwirtschaft an der Universität Jena, das er 1950 mit der Diplomprüfung abschloss. Anschließend arbeitete er für ein Jahr an der Landesanstalt für pflanzenbauliches Versuchswesen in Thüringen. Ab 1951 übernahm er eine Assistentenstelle am Institut für Acker- und Pflanzenbau der Universität Jena. Unter der Ägide von Clemens Klitsch promovierte er 1955 mit einer Dissertation über die Stickstoffdüngung der Leguminosen.
1959 habilitierte sich Märtin mit einer Schrift über die Anbautechnik der Luzerne. Im gleichen Jahr erfolgte seine Ernennung zum Dozenten und ein Jahr später zum Professor mit Lehrauftrag. 1962 wurde er zum ordentlichen Professor auf den Lehrstuhl für Acker- und Pflanzenbau der Universität Jena berufen. Als Direktor des gleichnamigen Instituts unterstand ihm damit auch die Leitung des Universitätslehr- und Versuchsgutes Kötschau und der Hopfenversuchsstation Jena-Wöllnitz.
Nach Schließung der Landwirtschaftlichen Fakultät der Universität Jena im Rahmen der 3. Hochschulreform der DDR (1969) wurde Märtin 1970 als ordentlicher Professor für Pflanzenbau (mit der Spezialrichtung Ackerfutter) an die Sektion Pflanzenproduktion der Universität Halle-Wittenberg berufen. Gleichzeitig erhielt er einen Lehrauftrag für das Fachgebiet Futterbau an der Sektion für Tierproduktion und Veterinärmedizin der Universität Leipzig. Nach 1990 war Märtin maßgebend an der Neustrukturierung der Agrarwissenschaften an der Universität Halle-Wittenberg beteiligt. Im Oktober 1991 übernahm er als kommissarischer Direktor die Leitung des zu diesem Zeitpunkt wiedergegründeten Instituts für Acker- und Pflanzenbau. 1993 wurde er emeritiert.

## Forschung und Lehre
Der Forschungsschwerpunkt von Märtin war der Ackerfutterbau. In Jena führte er das wissenschaftliche Lebenswerk seines Amtsvorgängers Clemens Klitsch erfolgreich weiter. Seine Hauptarbeitsgebiete waren „die pflanzliche Produktion in mittleren und höheren Lagen“ und „die Grundlagen und Möglichkeiten zur Ertragssteigerung bei den leistungsfähigsten Futterpflanzen“. Neben dem Ackerfutterbau gehörten der Anbau von Kartoffeln, Braugerste und Hopfen zu seinen pflanzenbaulichen Forschungsfeldern.
In Halle konnte Märtin für das Mitteldeutsche Trockengebiet eine leistungsfähige Ackerfutterforschung etablieren. Anknüpfend an die Jenaer Tradition standen zunächst Forschungsarbeiten bei Luzerne und Mais im Mittelpunkt. Seine „Hallenser Ackerfutterschule“ galt alsbald als das zentrale Kompetenzzentrum für die Luzerne- und Futtermaisforschung in der DDR. Mit engagierten Mitarbeitern prüfte er in vergleichenden Anbauversuchen den Futterwert weiterer Futterpflanzen und deren Eignung auch als Zwischenfrüchte.
Märtin betrachtete den Ackerfutterbau jedoch nicht als isoliertes Spezialfach, sondern als ein Kernkompetenzfeld im Gesamtgebiet des Acker- und Pflanzenbaus. Dabei war für ihn die enge Verbindung zwischen Forschung, Lehre und Praxis ein zentrales Anliegen. Seine Tätigkeit als Lehrer an der Universität empfand er als eine besondere Berufung. Mit großem Engagement förderte er den wissenschaftlichen Nachwuchs. 52 Doktoranden führte er zur Promotion, sechs seiner Schüler habilitierten sich.
Seine Publikationsliste umfasst über 700 Veröffentlichungen. Märtin ist Autor, Mitautor und Herausgeber mehrerer Lehrbücher. Er verfasste zahlreiche landwirtschaftliche Lehrbriefe für die Studierenden. Mehrjährig wirkte er mit in Redaktionskollegien landwirtschaftlicher Fachzeitschriften, unter anderem im „Kühn-Archiv“ und in der Zeitschrift „Hopfenbau“. Als Emeritus publizierte er seit 1993 in den Geschichtsheften der „Thüringer Landesanstalt für Landwirtschaft“ mehrere Beiträge zur Geschichte des Pflanzenbaus in Thüringen. Beachtenswert für die Wissenschaftsgeschichte ist seine „Geschichte des Instituts für Acker- und Pflanzenbau der Friedrich-Schiller-Universität Jena“. In dieser beispielhaften Dokumentation mit einer umfassenden Bibliographie beschreibt er die Entwicklung des wissenschaftlichen Pflanzenbaus an der Universität Jena von 1927 bis 1970.

## Ehrenamtliche Tätigkeiten
Märtin war Dekan an der Landwirtschaftlichen Fakultät der Friedrich-Schiller-Universität Jena (1964–1966) und an der Landwirtschaftlichen Fakultät der Martin-Luther-Universität Halle-Wittenberg (1990–1991). Er war unter anderem tätig im Wissenschaftlichen Beirat für Landwirtschaft, Forstwirtschaft und Veterinärmedizin beim Staatssekretariat für das Hoch- und Fachschulwesen der DDR, in der Zentralgruppe zur Koordination des Feldversuchswesens der Akademie der Landwirtschaftswissenschaften, in der Forschungs-Kooperationsgemeinschaft „Futterbau“ der DDR, sowie in den Sektionen „Acker- und Pflanzenbau sowie Pflanzenschutz“ und „Futterproduktion und Tierernährung“ der Akademie.
Seit 1950 war er Mitglied der Blockpartei Demokratische Bauernpartei Deutschlands, von 1963 bis 1972 Mitglied des Parteivorstandes und von 1963 bis 1971 Abgeordneter der Volkskammer. Von 1960 bis 1978 gehörte er zu den Mitgliedern des Präsidiums und des Zentralvorstandes der Agrarwissenschaftlichen Gesellschaft. Zeitweise war er Mitglied des Friedensrates der DDR.
Für seine wissenschaftlichen und gesellschaftlichen Verdienste wurde Märtin durch zahlreiche Auszeichnungen geehrt, unter anderem mit dem Vaterländischen Verdienstorden der DDR in Bronze (1961) und in Silber (1988), sowie mit der Verdienstmedaille der DDR (1970). Außerdem erhielt er Medaillen und Ehrenplaketten der Universitäten Jena, Halle und Leipzig.
Als Emeritus nahm Märtin regen Anteil am wissenschaftlichen und gesellschaftlichen Leben in seinem Heimatland Thüringen. Er war unter anderem Ehrenmitglied des Thüringer Braugerstenvereins und nahm dort als Jury-Mitglied an den jährlichen Handbonitur-Wettbewerben teil. Am 31. März 2008, anlässlich seines 80. Geburtstages, fand ihm zu Ehren an der Thüringer Landesanstalt für Landwirtschaft in Jena-Zwätzen ein Ehrenkolloquium statt.

## Hauptwerke
- Die Stickstoffdüngung der Leguminosen. Ein Beitrag zur Klärung der Frage nach der richtigen Bemessung der Stickstoffdüngung zu den wichtigsten reifenden Großleguminosen. Diss. Landw. Fakultät Jena 1955. Maschinenschrift.
- Die Anbautechnik der Luzerne. Habil.-Schr. Landw. Fakultät Jena 1959. Maschinenschrift.
- Futterpflanzen und ihre Gemische. In: Landwirtschaftlicher Pflanzenbau. Herausgegeben von Manfred Seiffert. VEB Deutscher Landwirtschaftsverlag Berlin 1965, S. 385–487. – 2. Aufl. ebd. 1968, S. 378–477.
- Grundlagen der Futterproduktion (gemeinsam mit B. Fröbe, D. Roth und W. Kreil). VEB Deutscher Landwirtschaftsverlag Berlin 1970; 2. Aufl. 1974; 3. Aufl. 1978; 4. Aufl. 1981.
- Kleines abc Futterpflanzen (gemeinsam mit B. Fröbe, W. Rötschke und G. Schulze). VEB Deutscher Landwirtschaftsverlag Berlin 1972; weitere Auflagen unter dem Titel Kleines Abc Futterproduktion; 2. Aufl. 1978; 3. Aufl. 1983, 4. Aufl. 1988.
- Produktion von Getreide, Hackfrüchten und Futter (gemeinsam mit D. Ebert und H. Lorenz). VEB Deutscher Landwirtschaftsverlag Berlin 1983; 2. Aufl. 1985; 3. Aufl. 1987; 4. Aufl. 1988.
- Futterproduktion (B. Märtin als federführender Mitherausgeber und Hauptautor). Als Lehrbuch für die Ausbildung an den Universitäten und Hochschulen der DDR anerkannt. VEB Deutscher Landwirtschaftsverlag Berlin 1986; 2. Aufl. 1988.
- Die Geschichte des Instituts für Acker- und Pflanzenbau der Friedrich-Schiller-Universität Jena. In: 9. Geschichtsheft der Thüringer Landesanstalt für Landwirtschaft. Jena 2003, S. 156–192. Erschienen als Heft 10/2003 der Schriftenreihe „Landwirtschaft und Landschaftspflege in Thüringen“.